# Gonzalo Anaya
Gonzalo Anaya Santos, también conocido como el maestro rojo (Burgos, 1914 - Valencia, 11 de junio de 2008) fue un escritor y pedagogo español, considerado uno de los principales impulsores de la renovación pedagógica en España.
Anaya fue maestro rural durante la Segunda República Española vinculado al sindicato UGT hasta el fin de la guerra civil, cuando fue uno de los muchos funcionarios "depurados" por el nuevo sistema franquista. Posteriormente se dedicó a la enseñanza universitaria, primero en la Universidad de Santiago de Compostela, donde fue catedrático de filosofía entre 1953 y 1973 y después en la Universidad de Valencia, desde 1985, como profesor emérito.
Fiel a sus ideales republicanos, Gonzalo Anaya encabezó las listas electorales de Esquerra Republicana del País Valencià al senado en 2004. Formó parte del Consell Escolar Valencià y representó al Ministerio de Educación en varias reuniones de la OCDE.
Escribió dos libros de pedagogía, Una ruptura en la enseñanza y Qué otra escuela. Fue distinguido por el Movimiento de Renovación Pedagógica.